# .arpa
 For alternative betydninger, se arpa.
 .arpa er et generisk topdomæne, der er reserveret til internet-infrastruktur.
Domænet blev oprettet i 1985